# Chester, South Carolina
Chester är administrativ huvudort i Chester County i South Carolina. Orten har fått sitt namn efter Chester i Pennsylvania.